# Buniabia filipes
Buniabia filipes is een hooiwagen uit de familie Assamiidae. De wetenschappelijke naam van Buniabia filipes gaat terug op Roewer.